# Ставка більша за життя
«Ставка більша за життя» (пол. Stawka większa niż życie) — польський телесеріал 1967 року зі Станіславом Мікульським у головній ролі про польсько-радянського розвідника Ганса Клосса. Екранізація однойменної книги Анджея Збиха.

## Сюжет
1941 рік. Молодий поляк Станіслав Коліцький дивом утікає з концтабору і перетинає німецько-радянський кордон, щоб сповістити тамтешніх людей про небезпеку з боку німців, але вже там його заарештовують прикордонники. Виявляється, Коліцький надзвичайно схожий на німецького обер-лейтенанта Ганса Клосса. Після того, як Коліцького навчили звичок і особливостей поведінки двійника, почалися захопливі пригоди Коліцького-Клосса в тилу ворога.

## В ролях
- Станіслав Мікульський — Станіслав Коліцький/обер-лейтенант Ганс Клосс
- Еміль Каревич[ru] — штурмбанфюрер Герман Брюннер
- Броніслав Павлик[ru] — антиквар
- Северин Бутрім[pl] — генерал Вірінгер
- Яніна Боронська[pl] — радистка
- Тадеуш Шмідт[pl] — майор Хорст
- Ян Енглерт[pl] — Тадек
- Барбара Брильська — Інга
- Беата Тишкевич — Крістін Кільд
- Роман Сикала — Генріх Мюллер, начальник СС
- Леон Нємчик — Реолетто
- Зігмунт Хюбнер — Вільгельм Канаріс, начальник Абверу
- Міхал Шевчик — Франек

## Міжнародний успіх
| Країна         | Назва                              | Дата прем'єри       |
| -------------- | ---------------------------------- | ------------------- |
| Чехословаччина | S nasazením života / Kapitán Kloss | 1968 року           |
| НДР            | Sekunden entscheiden               | 13 лютого 1969 року |
| СРСР           | Ставка больше, чем жизнь           | 7 серпня 1968 року  |
| СФРЮ           | Važnije od života                  | 1968 року           |